# Giulia Melidoni
Giulia Melidoni (Napoli, 23 gennaio 1913 – Roma, 23 gennaio 1966) è stata un'attrice italiana.

## Biografia
Attrice partenopea, esordì al cinema nel 1949 con Le due madonne di Enzo Di Gianni e Giorgio Simonelli in un ruolo di secondo piano, dando vita ad una carriera cinematografica costituita da parti di carattere o poco più.
Sicuramente da ricordare il ruolo di Bettina nel film di Mario Mattoli del 1954 Miseria e nobiltà al fianco di Totò; per la Melidoni questo fu il ruolo più importante ottenuto nella breve carriera cinematografica.
Più attiva nel teatro napoletano, giovanissima fu primattrice nella compagnia Teatro Giocondo Partenopeo e si esibì al Salone Margherita di Napoli e al Teatro Diana con Gennarino Di Napoli; quindi entrò nella Compagnia di Raffaele Viviani e prese parte a varie commedie tra cui Puro siccome un angelo, Piazza Municipio e La commedia della vita. Nel 1940 Viviani le assegnò in Miseria e Nobiltà il ruolo di Gemma, la figlia del cuoco arricchito Gaetano, interpretato da Vincenzo Scarpetta. Nella stagione teatrale 1941-1942 fu tra i principali interpreti della Compagnia Teatro Umoristico "I De Filippo".
Nel dopoguerra entrò a far parte della compagnia di prosa di Radio Napoli e, in coppia con Agostino Salvietti, interpretò delle scenette comiche in una popolare rubrica, Succede a Napoli, di Gino Capriolo.
Lavorò anche in televisione, recitando nel dramma La contessa Mizi (1961) per la regia di Vittorio Sermonti, nella farsa Michele Settespiriti (1964) della coppia Nino Taranto-Gaetano Di Maio e nella commedia I papà nascono negli armadi, per la regia di Eros Macchi, trasmessa dal Secondo Programma nel 1965.
Morì prematuramente nel giorno del suo cinquantatreesimo compleanno. Anche suo nipote, Franco Melidoni, intraprese la professione di attore.
Francesco Cangiullo disse di lei: 
( F. Cangiullo, Le novelle del varietà, Napoli, Richter, 1938,  p. 175.)

## Discografia
- 1900-1959 – Agostino Salvietti, Giulia Melidoni, Alfredo Melidoni, Il vestito di tela Massaua; La bilancia, Columbia (casa discografica)
- 1900-1959 – Agostino Salvietti, Giulia Melidoni, Alfredo Melidoni, Liborio, Mariantonia e il mendicante; La questura indaga, Columbia (casa discografica)
- 1930-1959 – Agostino Salvietti, Giulia Melidoni, Alfredo Melidoni, Dinto 'o filobus; 'O marito cacaglio, Columbia (casa discografica)
- 1930-1959 – Agostino Salvietti, Giulia Melidoni, Don Giacomino e 'o panaro d'a signora; A signora e Don Giacomino, Columbia (casa discografica)
- 1940-1959 – Agostino Salvietti, Giulia Melidoni, A. Vinci, Dal medico; Compera del pesce fresco, Columbia (casa discografica)
- 1955 – Agostino Salvietti, Giulia Melidoni, Alfredo Melidoni, Rosa Betti, Aldo Fiorini, Baldassarre, 'O pisciavinnolo e 'a meza signora; Rosa Betti. 'O telefono d'o barbiere, Columbia (casa discografica)

## Filmografia
- Le due madonne, regia di Enzo Di Gianni e Giorgio Simonelli (1949)
- Monaca santa, regia di Guido Brignone (1950)
- Il mulatto, regia di Francesco De Robertis (1950)
- Passione fatale, regia di Ernesto Grassi (1950)
- Passione, regia di Max Calandri (1953)
- Miseria e nobiltà, regia di Mario Mattoli (1954)
- Te sto aspettanno, regia di Armando Fizzarotti (1957)
- Classe di ferro, regia di Turi Vasile (1957)

## Teatro
(elenco parziale)
- Piazza Municipio, Compagnia Viviani, 1918.
- Festa di Piedigrotta, Compagnia Viviani, 1919.
- Festa di Montevergine, Compagnia Viviani, 1928.
- Mestiere di Padre, Compagnia Viviani, 1935.
- L'Ammalato Immaginario, Compagnia Viviani, 1936.
- Puro Siccome un Angelo, Compagnia Viviani, 1936.
- La Commedia della Vita, Compagnia Viviani, 1939.
- Chicchignola, Compagnia Viviani, 1940.
- Miseria e Nobiltà, Compagnia Viviani, 1940.
- Meza duzzina 'e scartellate 'ncopp' 'Arenella, Compagnia Sancarliniana S. De Muto, San Ferdinando, 24 giugno 1954.
- Guerra in famiglia, Compagnia Sancarliniana S. De Muto, San Ferdinando, 27 giugno 1954.
- 'O sciopero d' 'e cuoche, Compagnia Sancarliniana S. De Muto, San Ferdinando, 28 giugno 1954.
- 'O curaggio 'e nu pumpiere napulitano, Compagnia Sancarliniana S. De Muto, San Ferdinando, 29 giugno 1954.